# Chiesa dell'Annunciazione di Maria (Bleggio Superiore)
La chiesa di San Rocco è la parrocchiale  a Rango, frazione di Bleggio Superiore in Trentino. Fa parte della zona pastorale delle Giudicarie nell'arcidiocesi di Trento e risale al XVI secolo.

## Storia

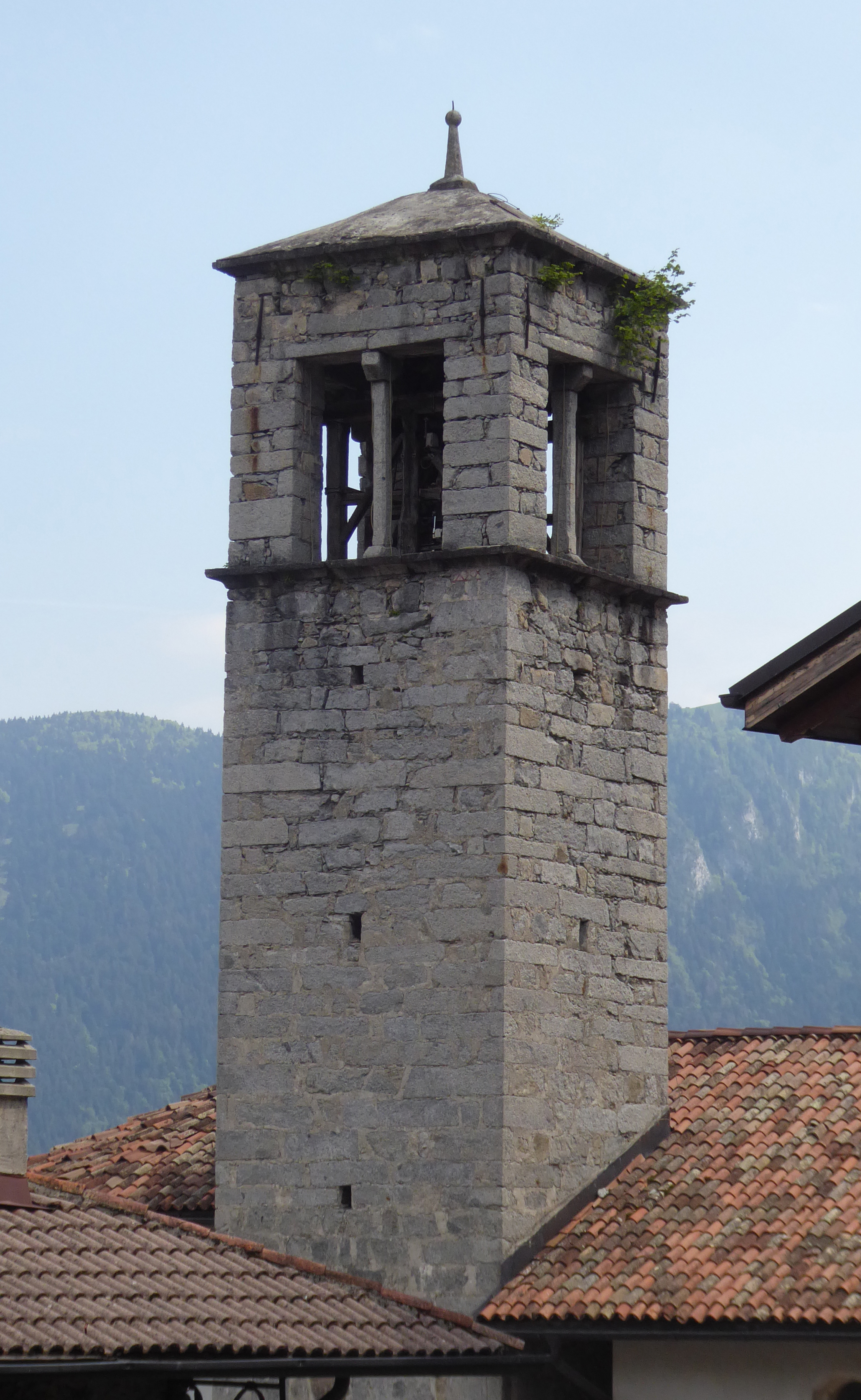
Campanile

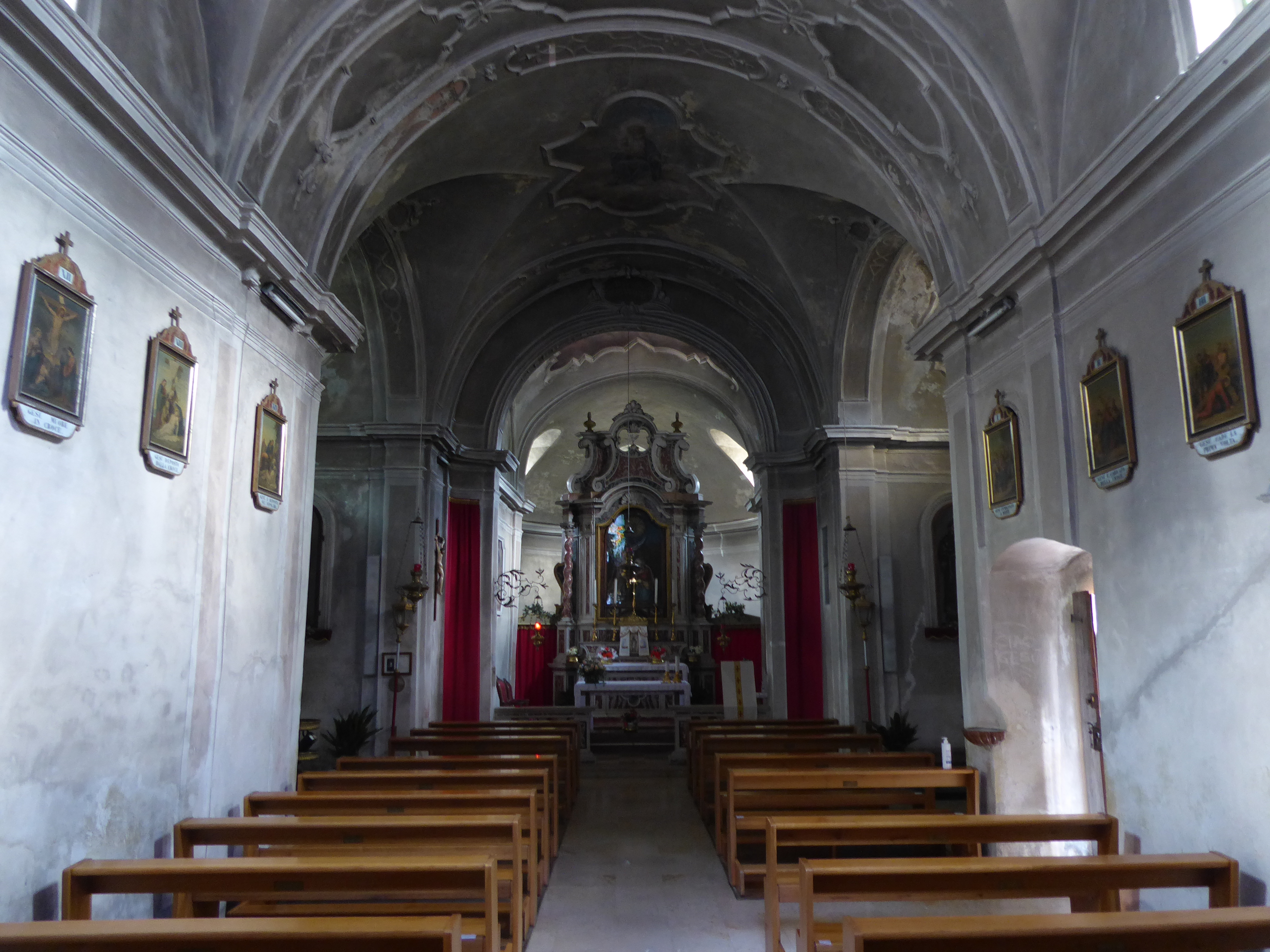
Interno

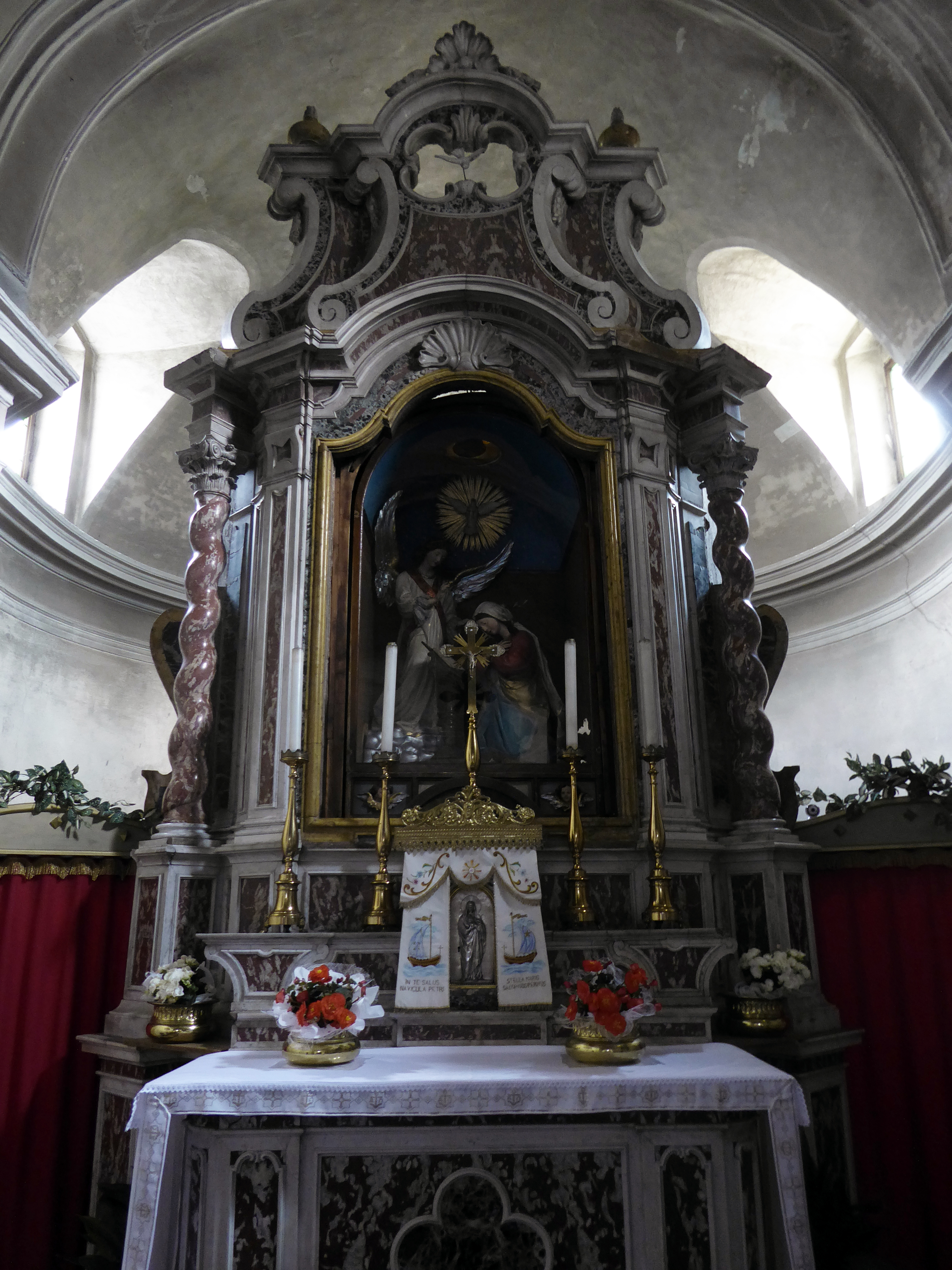
Altare maggiore

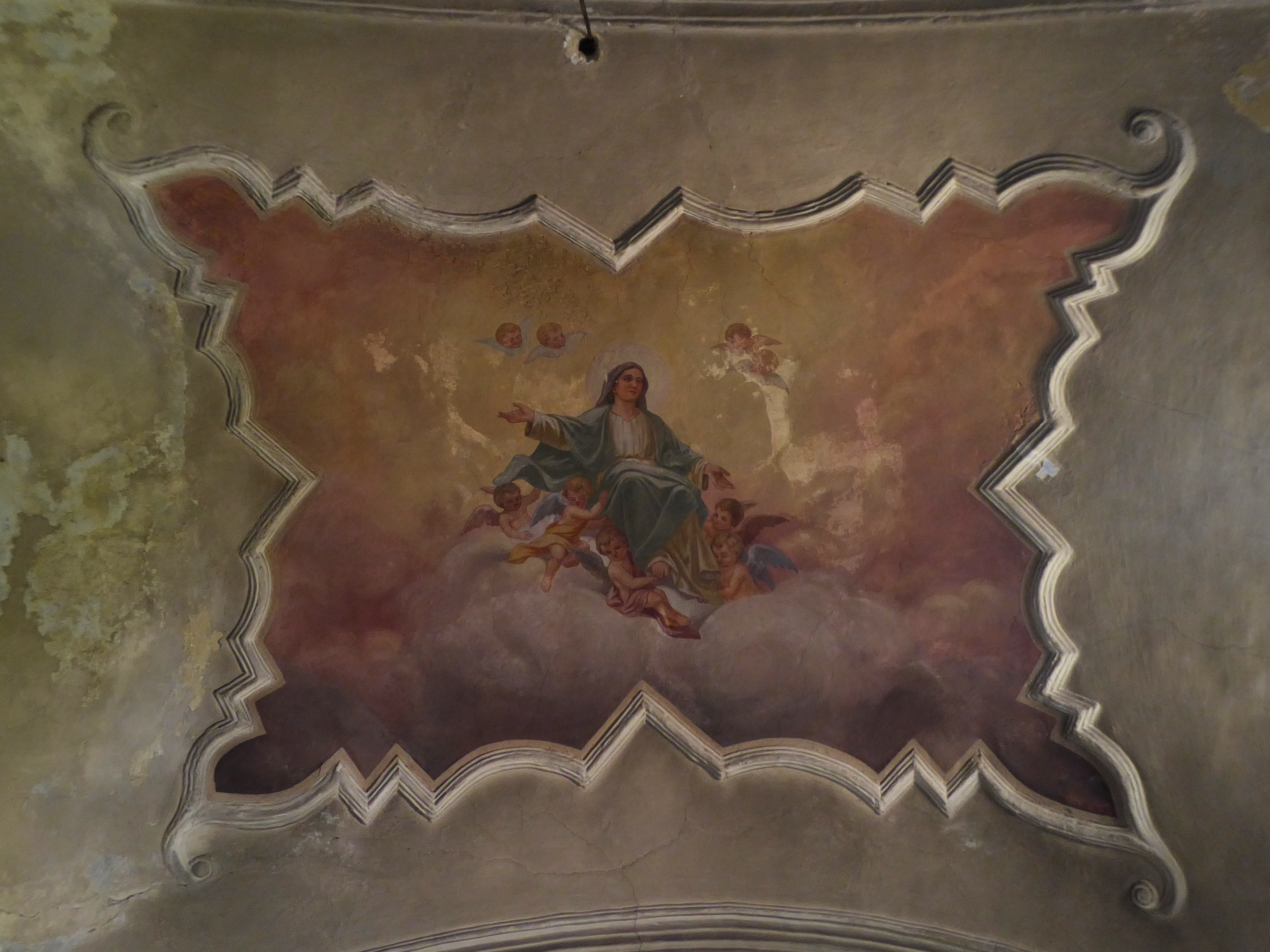
Affresco raffigurante lAssunzione di Maria sulla volta

La chiesa con dedica all'Annunciazione di Maria nella località di Rango viene citata una prima volta nel 1537 in occasione di una visita del cardinale Bernardo Clesio e la sua costruzione forse avvenne in quel periodo.
L'erezione del campanile richiese un certo tempo, iniziò in data incerta e venne quasi certamente concluso nel 1671. Attorno alla metà del XVIII secolo l'edificio venne ampliato e si procedette alla decorazione dei suoi interni. Nel 1765 venne elevata a dignità di primissaria della pieve di Santa Croce di Bleggio.
Dal XX secolo si iniziò con la costruzione della nuova sacrestia, poi con la decorazione sia delle volte della navata sia del presbiterio e ancora dopo con importanti lavori di ristrutturazione, quando il pavimento venne rifatto e rialzato. Ebbe dignità di chiesa parrocchiale dal 1959.
Nella seconda metà del secolo venne tolto il pulpito in legno, si pose mano al tetto ed agli interni, restaurandone le opere pittoriche. Tra il 1965 e il 1975 venne realizzato l'adeguamento liturgico con la sistemazione al centro del presbiterio della mensa rivolta al popolo. La custodia dell'Eucaristia è stata mantenuta nel tabernacolo dell'altare maggiore storico.

## Descrizione

### Esterni
La chiesa si trova vicina al cimitero della comunità e mostra orientamento tradizionale verso est. La facciata è caratterizzata dalla suddivisione in settori realizzati con lesene e strutture orizzontali. Il portale si trova ad un livello inferiore rispetto al piano stradale che si trova davanti al breve sagrato e si conclude, in alto, con un piccolo frontone. Sopra, in asse, si trova la finestra che porta luce alla sala e il prospetto culmina in modo curvilineo. La torre campanaria si trova in posizione arretrata sulla sinistra e mostra il fusto in pietra a vista e la cella che si apre con quattro finestre a bifora.

### Interni
La navata interna è unica ampliata dal transetto. Il presbiterio è leggermente rialzato. La volta e parte delle pareti sono decorate ad affresco.